# Ruth Maria Kubitschek

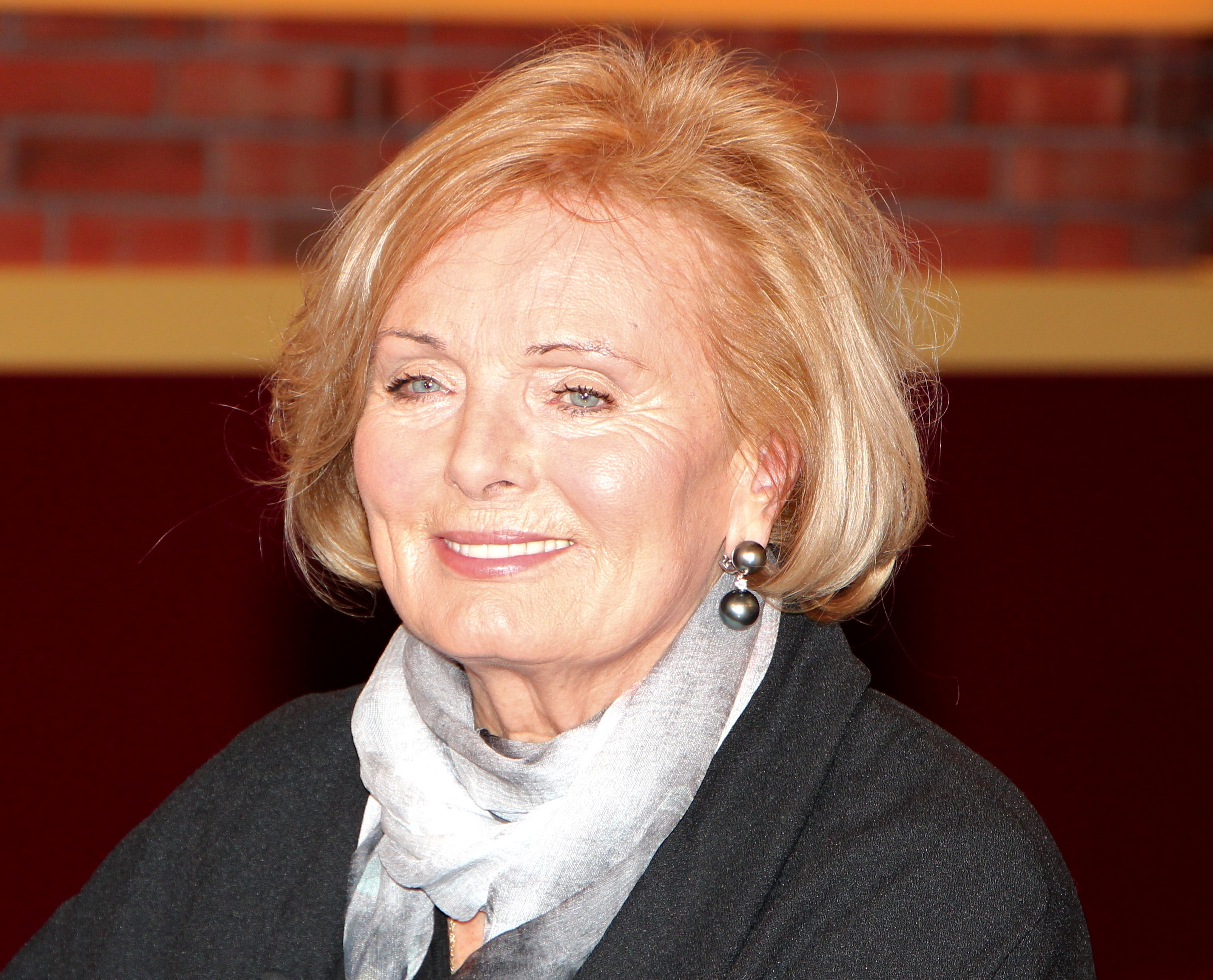
Ruth Maria Kubitschek (2011)

Ruth Maria Kubitschek (* 2. August 1931 in Komotau, Tschechoslowakei; † 1. Juni 2024 in der Schweiz) war eine deutsche Schauspielerin, Synchronsprecherin und Autorin. Ab 2013 hatte sie auch die Schweizer Staatsbürgerschaft. 1966 gelang ihr der Durchbruch in der Titelrolle in Francis Durbridges dreiteiligem Kriminalfilm Melissa. Einem breiten Fernsehpublikum wurde sie als Annette von Soettingen alias „Spatzl“ in Helmut Dietls Fernsehserie Monaco Franze – Der ewige Stenz und als Zeitungsverlegerin in Kir Royal bekannt. In ihrer rund sechs Jahrzehnte lang andauernden Karriere trat sie in über 160 Film- und Fernsehproduktionen in Erscheinung.

## Leben

### Herkunft und Ausbildung
Ruth Maria Kubitscheks Vater leitete ein Kohlebergwerk in Nordböhmen. Nach dem Ende des Zweiten Weltkriegs wurde ihre Familie von dort vertrieben und kam nach Köthen (Anhalt). Kubitschek wuchs mit vier Geschwistern auf dem Land auf. Gegen den Willen der Eltern entschied sie sich für den Schauspielberuf und besuchte nach der Mittelschule die Hochschule für Theater und Musik in Halle (Saale) und das Deutsche Theater-Institut (Stanislawski-Institut) in Weimar.

### Schauspielkarriere
In Halle gab Kubitschek ihr Bühnendebüt in Brechts Herr Puntila und sein Knecht Matti. In Weimar hatte sie bereits eine gewisse Bekanntheit erlangt, sodass man sie zur Niveaueinschätzung der Schauspielgruppe an die traditionsreiche Landesschule Pforta bat, zusammen mit ihrem späteren Ehepartner Götz Friedrich; dies wurde später vom ehemaligen Mitglied der Schauspielgruppe Karlheinz Klimt literarisch verarbeitet. Es folgten Engagements an Bühnen in Schwerin, am Naturtheater Thale sowie in Berlin, schließlich entwickelte sie sich in der DDR zu einem gefeierten Bühnenstar. 1959 blieb sie nach einem Theaterengagement in der Bundesrepublik Deutschland, wo sie zunächst ebenfalls eine Vielzahl von Theaterauftritten absolvierte.
1953 gab Kubitschek unter der Regie von Eduard Kubat in der DEFA-Filmkomödie Jacke wie Hose in der Rolle der Eva ihr Filmdebüt. Der endgültige Durchbruch gelang ihr 1966 in der Titelrolle von Francis Durbridges dreiteiligem Kriminalfilm Melissa. Durch das Fernsehen erlangte Kubitschek eine breite Popularität und wirkte in zahlreichen Fernsehserien mit.
So spielte sie 1967 neben Ralf Wolter in der 13-teiligen ZDF-Produktion Ein Fall für Titus Bunge als Detekteiangestellte Lucy Waldvogel eine Hauptrolle, übernahm 1971 eine Gastrolle im Tatort: Blechschaden an der Seite von Klaus Schwarzkopf und Götz George und blieb Publikum und Kritik nachhaltig in Erinnerung als Annette von Soettingen alias „Spatzl“ in Helmut Dietls Monaco Franze – Der ewige Stenz (Erstausstrahlung 1983) und als Zeitungsverlegerin Friederike von Unruh in Kir Royal (1986), zwei Produktionen, die sie später als künstlerische Höhepunkte ihrer Karriere bewertete.
Weitere Rollen selbstbewusster Damen folgten: Als Margot Balbeck gehörte sie zur Stammbesetzung der Fernsehserie Das Erbe der Guldenburgs (1986–1989), war an der Seite von Mathieu Carrière als Gräfin Sophie von Hohenstein in der ARD-Vorabendserie Schloß Hohenstein (1992–1995) zu sehen und verkörperte die erfolgreiche Geschäftsfrau Marlies Holbein in Freunde fürs Leben (1992–2001).
Ihr komödiantisches Talent zeigte Kubitscheck 1984 neben Dieter Hallervorden in der Verwechslungskomödie Didi – Der Doppelgänger in der Hauptrolle der Heidi Immer. 1992 übernahm sie in Otto – Der Liebesfilm, dem vierten Kinofilm von Otto Waalkes, die Rolle der Frau von Lodenwald.
Später war sie u. a. von 2004 bis 2017 in sieben Folgen der Reihe Das Traumhotel als Dorothea von Siethoff und 2007 an der Seite von Jan-Gregor Kremp in der weiblichen Serienhauptrolle der Rosa Behringer in der ARD-Krimiserie Elvis und der Kommissar zu sehen. 2011 inszenierte Wolf Gremm mit Im Fluss des Lebens die gleichnamige Novelle Kubitscheks mit ihr in der Hauptrolle als Schriftstellerin Agnes Berg. Ihre letzte Filmarbeit nahm sie 2013 an der Seite von Matthias Schweighöfer mit der Titelrolle in Markus Gollers Roadmovie Frau Ella auf und erhielt für diese Rolle den Jupiter-Filmpreis. Im August 2014 gab sie an, ihre Karriere beendet zu haben.
Neben ihrer Bühnen- und Filmarbeit war Kubitschek als Synchronsprecherin tätig und lieh u. a. Danielle Darrieux (8 Frauen), Daliah Lavi (Old Shatterhand) und Delphine Seyrig (Muriel oder die Zeit der Wiederkehr) ihre Stimme.

### Privates
Kubitschek war von 1953 bis zur Scheidung 1962 mit dem Opernregisseur Götz Friedrich verheiratet. Aus dieser Ehe ging ein 1957 geborener Sohn hervor. Sie war von 1976 bis zu dessen Tod 2016 mit dem Fernsehproduzenten Wolfgang Rademann liiert. Im Januar 2013 wurde sie in der Schweiz eingebürgert. Privat befasste sie sich mit den Themen Meditation und Esoterik und schrieb darüber mehrere Bücher.
Kubitschek lebte bis zum Frühjahr 2022 in der schweizerischen Gemeinde Salenstein am Bodensee. Dann zog sie nach Ascona am Lago Maggiore. Sie starb Anfang Juni 2024 im Alter von 92 Jahren nach kurzer schwerer Krankheit.

## Filmografie

### Kino
- 1953: Jacke wie Hose
- 1953: Das kleine und das große Glück
- 1956: Thomas Müntzer – Ein Film deutscher Geschichte
- 1957: Der Fackelträger
- 1958: Hexen von Paris
- 1959: Senta auf Abwegen
- 1959: Ehesache Lorenz
- 1960: Wasser für Canitoga
- 1960: Das Leben beginnt
- 1960: Der schweigende Stern
- 1962: Er kann’s nicht lassen
- 1967: Mittsommernacht
- 1969: Madame und ihre Nichte
- 1970: Ich schlafe mit meinem Mörder
- 1972: Und der Regen verwischt jede Spur
- 1984: Didi – Der Doppelgänger
- 1992: Otto – Der Liebesfilm
- 2013: Frau Ella

### Fernsehfilme
- 1961: Die Sendung der Lysistrata
- 1963: Bezaubernde Mama
- 1963: Sessel am Kamin
- 1963: Ich war Cicero
- 1965: Die selige Edwina Black
- 1965: Nachtfahrt
- 1965: Geld, Geld, Geld – 2 Milliarden gegen die Bank von England
- 1966: Großer Ring mit Außenschleife
- 1966: Melissa
- 1967: Tragödie in einer Wohnwagenstadt
- 1969: Die Reise nach Tilsit
- 1972: Eine Tote soll ermordet werden
- 1974: Die Powenzbande
- 1979: Der Millionenbauer
- 1980: Lucilla (2-Teiler)
- 1981: Der Fall Maurizius
- 1982: Zwei Tote im Sender und Don Carlos im PoGl
- 2002: Unser Papa, das Genie
- 2003: Wunschkinder und andere Zufälle
- 2004: SOKO Kitzbühel: Die Braut und der Tod
- 2005: Drei teuflisch starke Frauen
- 2006: Die Hochzeit meiner Töchter
- 2007: Das Wunder der Liebe
- 2007: Drei teuflisch starke Frauen – Eine für alle
- 2007: Drei teuflisch starke Frauen – Die Zerreißprobe
- 2008: Der Indische Ring
- 2008: Mamas Flitterwochen
- 2008: Insel des Lichts
- 2010: Wer zu lieben wagt
- 2011: Sommerlicht
- 2011: Im Fluss des Lebens
- 2011: Cinderella – Ein Liebesmärchen in Rom (Cenerentola)
- 2012: Und weg bist du

### Fernsehserien
- 1965: Das Kriminalmuseum (Folge Das Nummernschild)
- 1965: Sie schreiben mit (Folge Pension Zur schönen Aussicht)
- 1967: Ein Fall für Titus Bunge (13 Folgen)
- 1967: Dem Täter auf der Spur (Folge 10 Kisten Whisky)
- 1970–1975: Der Fall von nebenan (52 Folgen)
- 1971: Tatort: Blechschaden
- 1972: Die Abenteuer des braven Soldaten Schwejk (3. Teil)
- 1972–1974: Der Kommissar (3 Folgen)
- 1973: Dem Täter auf der Spur (Folge Blinder Hass)
- 1973: Ein Fall für Männdli (Folge Gift im Champagner)
- 1975: Motiv Liebe (Folge Ein Freund der Familie)
- 1983: Monaco Franze – Der ewige Stenz
- 1984, 1986: Die Krimistunde (unterschiedliche Rollen in 2 Folgen)
- 1984: Gespenstergeschichten (Folge Das Gesicht)
- 1986: Kir Royal
- 1986: Hans im Glück
- 1987–1990: Das Erbe der Guldenburgs
- 1990: Derrick (Folge Des Menschen Feind)
- 1992–1995: Schloß Hohenstein – Irrwege zum Glück
- 1992–1996: Freunde fürs Leben
- 1995: Rosamunde Pilcher – Sommer am Meer
- 1996–2000: Männer sind was Wunderbares
- 1997: Katrin ist die Beste
- 1997: Frauen morden leichter
- 2004: Das Traumschiff – Australien
- 2004–2006, 2014: Das Traumhotel
- 2007: Elvis und der Kommissar (6 Folgen)
- 2011: Das Traumschiff – New York, Savannah und Salvador de Bahia
- 2011: Rosamunde Pilcher – Englischer Wein

## Theatrografie (Auswahl)
- 1953: Irina Karnauchowa / Leonid Braussewitsch: Die feuerrote Blume (Tochter) – Regie: Margot Gutschwager (Theater der Freundschaft Berlin)
- 1953: A. Sak / I. Kusnezow: Vorwärts, ihr Mutigen – Regie: Paul Lewitt (Theater der Freundschaft Berlin)
- 1954: Friedrich Schiller: Die Räuber (Amalie) – Regie: Fritz Wendel (Bergtheater Thale)
- 1954: Molière: George Dandin (Zofe Claudine) – Regie: Hans-Robert Bortfeldt (Maxim-Gorki-Theater Berlin)
- 1956: G. Bizet – Carmen, Deutscher Fernsehfunk (Carmen)
- 1960: Max Frisch: Don Juan oder Die Liebe zur Geometrie – Regie: Horst Stutras (Schloßtheater Celle)
- 1975: Rainer Werner Fassbinder: Die bitteren Tränen der Petra von Kant
- 1981: Leslie Darbon / Peter Whelan – Ihr Alibi, Mr. Price (Tournee)
- 1983: Peter Podehl: Das späte Fräulein Pimpernell – Regie: Alexander Hegarth (Komödie im Marquardt Stuttgart)
- 1985: Judith Ross – Eine fast vollkommene Frau (Tournee)

## Hörspiele (Auswahl)
- 1968: Gefährliches Hongkong (2 Teile) – Regie: Otto Kurth
- 1968: Missklang – Regie: Otto Kurth
- 1968: Eine Insel – Regie: Otto Kurth
- 1974: Freitag – Regie: Friedhelm von Petersson

## Bibliografie
- Immer verbunden mit den Sternen. Nymphenburger Verlag, München 1993.
- Wenn auf der Welt immer Weihnachten wär … Nymphenburger Verlag, München 1994, ISBN 978-3-485-00720-7.
- Engel, Elfen, Erdgeister. Nymphenburger Verlag, München 1995.
- Im Garten der Aphrodite. Nymphenburger Verlag, München 1998.
- Das Flüstern des Pans. Nymphenburger Verlag, München 2000.
- Ein Troll in meinem Garten. Nymphenburger Verlag, München 2002.
- Das Wunder der Liebe. Nymphenburger Verlag, München 2004.
- Der indische Ring. Diana Taschenbuch, 2006, ISBN 978-3-453-35215-5.
- Ein Abend mit Ruth Maria Kubitschek. Hörbuch. 2007.
- Im Fluss des Lebens. Nymphenburger Verlag, München 2008.
- Sterne über der Wüste. Langen/Müller, 2011, ISBN 978-3-7844-3274-8.
- Anmutig älter werden. Nymphenburger Verlag, München 2013, ISBN 978-3-485-01423-6.

## Auszeichnungen
- 1983: Goldener Gong für Monaco Franze, gemeinsam mit Helmut Fischer und Helmut Dietl
- 1987: Goldene Kamera
- 1987: Bambi in der Kategorie Fernsehen National
- 2004: Bundesverdienstkreuz (I. Klasse)
- 2005: Brisant Brillant für ihr Lebenswerk
- 2006: Sudetendeutscher Kulturpreis für darstellende und ausübende Kunst
- 2010: Bayerischer Verdienstorden
- 2011: Bambi für ihr Lebenswerk
- 2013: Bayerischer Fernsehpreis, Ehrenpreis des Bayerischen Ministerpräsidenten für ihr Lebenswerk[9]
- 2013: Leading Ladies Award für Nachhaltigkeit
- 2014: Jupiter in der Kategorie Beste deutsche Darstellerin für Frau Ella